# Dzsedkaré Semai
Dzsedkaré Semai az ókori egyiptomi VIII. dinasztia egyik uralkodója lehetett, az első átmeneti kor idején. Kizárólag az abüdoszi királylista említi, korabeli említése nem maradt fenn.

## Fordítás
- Ez a szócikk részben vagy egészben  a   Djedkare Shemai című angol Wikipédia-szócikk ezen változatának fordításán alapul.  Az eredeti cikk szerkesztőit annak laptörténete sorolja fel. Ez a jelzés csupán a megfogalmazás eredetét és a szerzői jogokat jelzi, nem szolgál a cikkben szereplő információk forrásmegjelöléseként.